# لار (زنجان)
لار (زنجان)، روستایی از توابع بخش مرکزی شهرستان زنجان در استان زنجان ایران است. این روستا در واقع جزئی از روستاهای منطقه طارم است.
همچنین دارای آبشارهای طبیعی همانند هشترخانه که بسیار معروف و جاذبه گروشگری نیز محسوب می‌شود.
رود موجود در روستای لار خشکسالی نمی‌شناسد چرا که از چشمه‌های طبیعی و لبریز از آب‌های معدنی سرچشمه می‌گیرد.
در کنار رودخانه باغهای فندق و گردو و همچنین گلابی انگور و سیب و به موجود هست که با توجه به خونگرم بودن اهالی مهمان نواز روستا در کمال امنیت می‌توان چند شب در آن مکان اتراق نمود.

## جمعیت
این روستا در دهستان بناب قرار دارد و براساس سرشماری مرکز آمار ایران در سال ۱۳۸۵، جمعیت آن ۲۷۴ نفر (۵۷خانوار) بوده است.